# Евангелиста, Линда
Ли́нда Евангели́ста (англ. Linda Evangelista; род. 10 мая 1965, Сент-Катаринс, Онтарио, Канада) — канадская супермодель и участница конкурсов красоты 1990-х годов итальянского происхождения.

## Биография
Родилась 10 мая 1965 года в Сент-Катаринс, Онтарио (Канада) в рабочей семье итальянских эмигрантов. В 15 лет она стала победительницей местного конкурса красоты «Мисс Ниагара» и получила предложение попробовать свои силы в нью-йоркском агентстве «Elite».
Линда работала моделью в Нью-Йорке и Лос-Анджелесе, а также регулярно летала в Европу для участия в модных показах. В конце 1994 года в её карьере совершился прорыв: она завершала показ коллекции «от кутюр» весна/лето—1995 Джона Гальяно, представ в образе невесты. Свадебное платье в стиле нью-лук, состоящее из корсета, декорированного перьями, и пышной тюлевой многослойной юбки, сверху ярко-жёлтого цвета, произвело фурор. В ноябре того же года Патрик Демаршелье провёл фотосессию Линды в этом платье (но без фаты) для журнала Harper’s Bazaar — материал был размещён в номере за январь 1995 года, причём портрет модели был помещён на обложку. Гальяно подарил Линде это платье — оно стало её первым собственным нарядом «от кутюр»; в 2018 году она передала его в коллекцию Института костюма нью-йоркского Метрополитен-музея.
За невероятную способность к перевоплощению и постоянную смену причёсок и цвета волос её прозвали «хамелеоном». Она участвовала во множестве рекламных кампаний, самыми незабываемыми из которых стали реклама «Opium» от Yves Saint Laurent и «Fidji» от Guy Laroche. Затем было сотрудничество с Calvin Klein, Chanel, Chloé, Versace, Ralph Lauren.
В 1996 году подписала эксклюзивный контракт с косметической фирмой «Yardley» и снялась в двух клипах Джорджа Майкла: «Freedom» и «Too Funky».
Она стала первой моделью, которой предлагали супергонорары только ради присутствия на каком-либо модном мероприятии. Ей принадлежит крылатая фраза, впоследствии растиражированная всеми изданиями: «Я не вылезу из постели меньше чем за десять тысяч долларов».
Модель прервала свою профессиональную карьеру в 2016 году, практически перестала появляться на публике и единственная из «большой шестёрки» супермоделей не появилась на показе Versace в 2017 году. Она вела жизнь затворницы, и лишь в 2021 году прервала его эксклюзивными фотосессией и интервью для журнала People. Она рассказала, что пострадала от редкого осложнения после косметической процедуры криолиполиза, и что поделиться своей историей и снова открыться миру она решила после объяснений со своим сыном в день его 14-летия.

## Личная жизнь

### Отношения
С 1987 по 1993 год Евангелиста была замужем за директором европейского отделения «Elite Model Management» в Париже Жеральдом Мари. Она также встречалась с актёром Кайлом Маклахленом, с которым познакомилась на фотосессии для «Barneys New York» в 1992 году. Пара обручилась в 1995 году, но рассталась в 1998 году. После этого она встречалась с футболистом Фабьеном Бартезом. Она забеременела, но на шестом месяце беременности у неё случился выкидыш. Пара рассталась в 2000 году, воссоединилась в 2001 году, а затем официально прекратила свои отношения в 2002 году.

### Дело об алиментах
11 октября 2006 года Евангелиста родила сына Огастена Джеймса, отказавшись называть имя его отца. Будучи беременной, она появилась на обложке журнала «Vogue» в августе 2006 года. В конце июня 2011 года Евангелиста подала в суд документы, в которых выяснилось, что отцом её сына является миллиардер Франсуа-Анри Пино, с которым она встречалась четыре месяца с конца 2005 до начала 2006 года. Позже Пино женился на актрисе Сальме Хайек. 1 августа 2011 года, после нескольких выступлений в суде с целью заключения соглашения об алиментах, Евангелиста официально подала заявление о взыскании алиментов в суд по семейным делам Манхэттена, требуя от Пино 46 000 долларов в виде ежемесячных алиментов. Сообщалось, что в случае положительного решения эта сумма «вероятно, станет самым крупным судебным приказом о алиментах в истории суда по семейным делам». Широко разрекламированный судебный процесс по алиментам начался 3 мая 2012 года и включал показания Пино и Евангелисты, при этом адвокат Евангелисты утверждал, что Пино никогда не поддерживал ребёнка. 7 мая 2012 года Евангелиста и Пино достигли внесудебного соглашения.

### Религия
В интервью 1997 года Евангелиста сказала, что она католичка и что ее любимой книгой является Библия.

### Неудачная косметическая процедура и иск
В сентябре 2021 года Евангелиста заявила, что пятью годами ранее она прошла криолиполиз, косметическую процедуру по удалению жира под торговой маркой «CoolSculpting», чтобы уменьшить жировые отложения под кожей, но это привело к обратному результату и осложнению — парадоксальной гиперплазии жировой ткани. Евангелиста заявила, что она возбудила судебный иск против владельца «CoolSculpting», компании «Zeltiq Aesthetics», которая сама является дочерней компанией «Allergan». Она потребовала 50 миллионов долларов в качестве компенсации за эмоциональный стресс и потерю дохода из-за невозможности работать после неудачной операции.

### Рак
В декабре 2018 года у Евангелисты диагностировали рак молочной железы. Она прошла химиотерапию и перенесла двустороннюю мастэктомию. В июле 2022 года рак вернулся в грудную мышцу, и ей снова провели химиотерапию.

## Фильмография
| Год  | Название                            | Роль                                    | Примечание           |
| ---- | ----------------------------------- | --------------------------------------- | -------------------- |
| 1991 | Models: The Film                    | В роли самой себя                       | Документальный фильм |
| 1994 | Высокая мода                        | В роли самой себя (в титрах не указана) | Камео                |
| 1995 | Unzipped                            | В роли самой себя (в титрах не указана) | Документальный фильм |
| 1995 | Catwalk                             | В роли самой себя                       | Документальный фильм |
| 2013 | Mademoiselle C                      | В роли самой себя                       | Документальный фильм |
| 2013 | Mode als Religion                   | В роли самой себя                       | Документальный фильм |
| 2017 | George Michael Freedom              | В роли самой себя                       | Документальный фильм |
| 2017 | Королевские гонки Ру Пола (9 сезон) | В роли самой себя                       | Реалити-шоу          |

| Год  | Название       | Исполнитель  |
| ---- | -------------- | ------------ |
| 1990 | «Freedom! '90» | Джордж Майкл |
| 1992 | «Too Funky»    | Джордж Майкл |